# Alfredton
Alfredton est une communauté agricole du Sud de l’île du Nord de la Nouvelle-Zélande.

## Situation
Elle est localisée au sud-est de la ville d'Eketahuna.

## Toponymie
La ville est dénommée d'après le prince Alfred Ier de Saxe-Cobourg et Gotha, qui fut le deuxième fils aîné de la reine Victoria.

## Installations
La ville d’Alfredton possède une école, une église, un parcours de golf de 9 trous, un domaine et un bâtiment communautaire.